# 경파역
경파역(慶坡驛)은 지금의 조선민주주의인민공화국 강원도 김화군 김화읍에 위치했던 금강산선의 철도역이다.

## 연혁
- 1926년 9월 15일 : 금성~탄감리 간 개통과 함께 영업 개시[1]
- 1950년 : 한국 전쟁으로 폐지